# Sepa (Pihtla)
Sepa is een voormalige plaats in de Estlandse gemeente Pihtla, provincie Saaremaa. De plaats telde 14 inwoners (2011). Bij de gemeentelijke herindeling van oktober 2017 werd de plaats bij het dorp Salavere gevoegd, in de fusiegemeente Saaremaa. In de nieuwe gemeente lag namelijk nog een dorp Sepa.

## Geschiedenis
Sepa werd in 1645 voor het eerst genoemd onder de naam Seppa Tönnis, een boerderij. Pas in de jaren twintig van de 20e eeuw werd Sepa als zelfstandig dorp erkend. Tussen 1977 en 1997 maakte het dorp deel uit van het dorp Putla, waarin ook Liiva-Putla, Saue-Putla en Mustla waren opgegaan. In 1997 werd Putla weer gesplitst in vier afzonderlijke dorpen. Twintig jaar later verdween Sepa opnieuw van de landkaart.